# Pancho Kohner
Paul Julius „Pancho“ Kohner (* 7. Januar 1939 in Los Angeles, Vereinigte Staaten) ist ein US-amerikanischer Filmproduzent mit einigen frühen Abstechern zur Filmregie und Drehbuchautorenschaft.

## Leben und Wirken
Der Sohn des österreichisch-amerikanischen Produktionsleiters und Schauspielagenten Paul Kohner und der mexikanischen Schauspielerin Lupita Tovar und Bruder der Schauspielerin Susan Kohner besuchte drei Hochschulen in Kalifornien (USC), Mexiko und Frankreich (die Sorbonne in Paris), ehe er zum Film stieß. Kohner begann als Regisseur, konzentrierte sich aber ab Mitte der 1970er Jahre ganz auf die Filmproduktion. Dort machte er sich vor allem einen Namen mit der Herstellung von Actionfilmen und Western mit Charles Bronson in der Hauptrolle. Diese Zusammenarbeit währte knapp anderthalb Jahrzehnte.
In den 1990er Jahren fokussierte sich Kohner ganz auf die trickfilmische Umsetzung der Kinderbuchreihe Madeline des österreichisch-belgischen Autors Ludwig Bemelmans. Hierfür wurde er 1995 mit dem CableACE Award ausgezeichnet, außerdem gewann er 2002 einen Daytime Emmy Award. Mit Ausnahme eines 1998 uraufgeführten Madeline-Film, der mit realen Darstellern gedreht wurde, handelt es sich bei allen Madeline-Filmen wie Fernsehserien um Animationsfilme. Kohners derzeit letzte Produktionsbeteiligung ist die 2012 entstandene Verfilmung eines Knut-Hamsun-Romans.

## Filmografie
als Filmproduzent, wenn nicht anders angegeben:
- 1970: Die Brücke im Dschungel (The Bridge in the Jungle) (auch Regie und Drehbuch)
- 1973: The Young Nurses (Regie des zweiten Drehteams')
- 1975: Mr. Sycamore (auch Regie und Drehbuch)
- 1975: Der Tag der Abrechnung (St. Ives)
- 1977: Der weiße Büffel (The White Buffalo)
- 1978: Ein Mann räumt auf (Love and Bullets)
- 1980: Warum sollte ich lügen? (Why Would I Lie?)
- 1983: Ein Mann wie Dynamit (10 to Midnight)
- 1984: Der Liquidator (The Evil That Men Do)
- 1986: Murphys Gesetz (Murphy’s Law)
- 1987: Der Mordanschlag (Assassination)
- 1987: Das Weiße im Auge (Death Wish 4: The Crackdown)
- 1988: Madeline
- 1988: Das Gesetz ist der Tod (Messenger of Death)
- 1989: Kinjite – Tödliches Tabu (Kinjite – Forbidden Subjects)
- 1990: Madeline’s Christmas
- 1990: Madeline’s Rescue
- 1991: Madeline in London
- 1991: Madeline and the Gypsies
- 1991: Madeline and the Bad Hat (TV Movie)
- 1993/94: Madeline (Zeichentrickfernsehserie)
- 1995: The New Adventures of Madeline (Zeichentrickfernsehserie)
- 1998: Madeline
- 1999: Madeline: Lost in Paris
- 2012: Victoria